# Montichiari

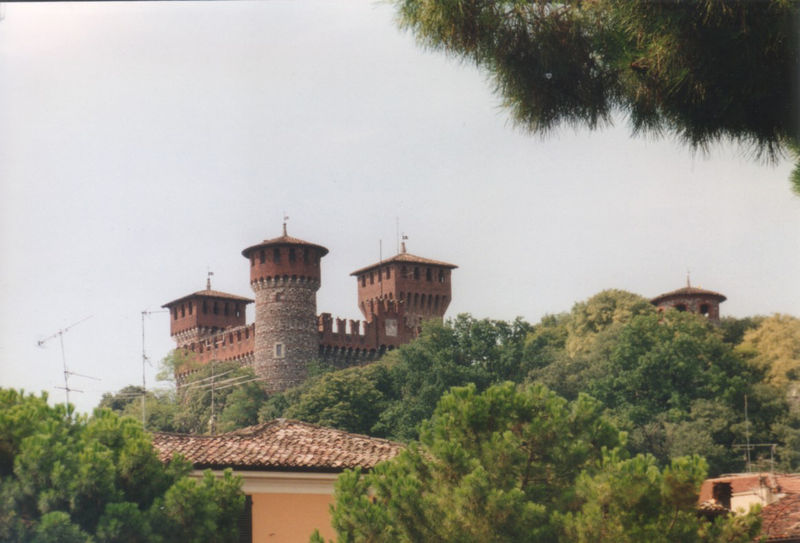
Castello Bonoris

Montichiari ist eine norditalienische Gemeinde (comune) mit 26.170 Einwohnern (Stand 31. Dezember 2023) in der Provinz Brescia in der Lombardei. Seit Dezember 1991 hat der Ort Stadtrechte auf Grund eines Präsidentialerlasses. Montichiari liegt am Rande der Po-Ebene, etwa 20 Kilometer südöstlich von Brescia. Im Süden grenzt die Gemeinde an die Provinz Mantua. Durch das Gemeindegebiet fließt der Chiese Richtung Oglio, einem Nebenfluss des Po.

## Geschichte
Siedlungen bestanden auf dem Gemeindegebiet schon in der römischen Antike. Ein genaues Gründungsdatum gibt es nicht, allerdings sind Verwüstungen durch Alarich I., König der Westgoten, im Jahre 382 nach Christus nachgewiesen. Bodenfunde lassen Überreste erkennen, die in die Zeit der Unterwerfung der Lombardei durch die Hunnen unter Attila im Jahre 447 einzuordnen sind.
Während des Zweiten Weltkrieges wurde im März/April 1945 in der Umgebung von Montichiari Brescia das Brückenbau-Bataillon 560 eingesetzt. Das Bataillon wurde gegen die US Army eingesetzt. Die Lombardei war der letzte Einsatzort des Brückenbau-Bataillon 560.

## Wirtschaft und Verkehr
Auf dem Gemeindegebiet liegt der Flughafen Brescia-Montichiari, der nach Gabriele D’Annunzio benannt wurde. Die Strada Statale 236 führt von Brescia nach Mantua und umquert die Stadt.

## Sport
2009 wurde in Montichiari mit dem Velodromo Fassa Bortolo die einzige Hallen-Radrennbahn Italiens eröffnet. 2010 fanden dort die UCI-Bahn-Weltmeisterschaften der Junioren statt und 2011 die UCI-Paracycling-Bahnweltmeisterschaften.
Die Volleyballerinnen von Pomi Casalmaggiore gewannen 2015 die Champions League durch einen 3:0-Sieg (25:23, 25:23, 25:22) im Endspiel des Final Four im heimischen Montichiari gegen den türkischen Vertreter Vakifbank Istanbul.

## Persönlichkeiten
- Giovanni Treccani (1877–1961), Unternehmer und Mäzen
- Gian Vincenzo Moreni (1932–1999), Apostolischer Nuntius und Erzbischof
- Aldo Busi (* 1948), Schriftsteller und Übersetzer

## Städtepartnerschaften
- Gambettola, Provinz Forlì-Cesena
- Pescara, Provinz Pescara